# Virgilio Maroso
Virgilio Romualdo Maroso (Crosara di Marostica, 26 giugno 1925 – Superga, 4 maggio 1949) è stato un calciatore italiano, di ruolo difensore. Considerato uno dei più grandi terzini della storia del calcio italiano, è stato tra i migliori difensori europei della propria epoca. Morì nella tragedia di Superga, non ancora ventiquattrenne. Oggi riposa nel Cimitero monumentale di Torino.

## Biografia
Era il fratello maggiore di Pietro Maroso, ex-calciatore di Serie A nel Varese, e cugino del terzino svizzero Severino Minelli.
È stato sepolto presso il cimitero monumentale di Torino. A lui sono dedicati lo stadio di Marostica (vicino al suo paese natale, l'ex comune di Crosara, in provincia di Vicenza) e le squadre di calcio di Candela (FG) e di Borgo Rivo, quartiere di Terni e la ASD Maroso di Gonnosnò (OR). Gli sono anche state intitolate due vie, rispettivamente a Roma e a Jesi (AN).

## Caratteristiche tecniche
Maroso era un difensore corretto, tecnicamente dotato e molto abile in fase di spinta, caratteristica che lo rese uno dei primi terzini sinistri con attitudini spiccatamente offensive.

## Carriera

### Club
Trascorse tutta la trafila, dalle giovanili alla prima squadra, nel Torino (ove i genitori si erano trasferiti dal vicentino), tranne una parentesi nell'Alessandria, alla quale venne ceduto in prestito. Tra i suoi pigmalioni, Adolfo Baloncieri, che lo allenò proprio durante l'anno nell'Alessandria (nel campionato di guerra 1943-1944), e Mario Sperone.
Nel Grande Torino veniva chiamato il "cit" (il piccolo), perché era il più giovane della squadra. Con la maglia granata vinse quattro campionati.

### Nazionale
Esordì in nazionale l'11 novembre 1945, in un'amichevole contro la Svizzera terminata 4-4. Con l'Italia disputò altre sei partite, realizzando un gol al Portogallo il 27 febbraio 1949, in quella che fu la sua ultima gara in maglia azzurra.

## Statistiche

### Cronologia presenze e reti in nazionale
| Cronologia completa delle presenze e delle reti in nazionale ― Italia | Cronologia completa delle presenze e delle reti in nazionale ― Italia | Cronologia completa delle presenze e delle reti in nazionale ― Italia | Cronologia completa delle presenze e delle reti in nazionale ― Italia | Cronologia completa delle presenze e delle reti in nazionale ― Italia | Cronologia completa delle presenze e delle reti in nazionale ― Italia | Cronologia completa delle presenze e delle reti in nazionale ― Italia | Cronologia completa delle presenze e delle reti in nazionale ― Italia |
| Data                                                                  | Città                                                                 | In casa                                                               | Risultato                                                             | Ospiti                                                                | Competizione                                                          | Reti                                                                  | Note                                                                  |
| --------------------------------------------------------------------- | --------------------------------------------------------------------- | --------------------------------------------------------------------- | --------------------------------------------------------------------- | --------------------------------------------------------------------- | --------------------------------------------------------------------- | --------------------------------------------------------------------- | --------------------------------------------------------------------- |
| 11-11-1945                                                            | Zurigo                                                                | Svizzera                                                              | 4 – 4                                                                 | Italia                                                                | Amichevole                                                            | -                                                                     |                                                                       |
| 1-12-1946                                                             | Milano                                                                | Italia                                                                | 3 – 2                                                                 | Austria                                                               | Amichevole                                                            | -                                                                     |                                                                       |
| 27-4-1947                                                             | Firenze                                                               | Italia                                                                | 5 – 2                                                                 | Svizzera                                                              | Amichevole                                                            | -                                                                     |                                                                       |
| 11-5-1947                                                             | Torino                                                                | Italia                                                                | 3 – 2                                                                 | Ungheria                                                              | Amichevole                                                            | -                                                                     |                                                                       |
| 9-11-1947                                                             | Vienna                                                                | Austria                                                               | 5 – 1                                                                 | Italia                                                                | Amichevole                                                            | -                                                                     |                                                                       |
| 14-12-1947                                                            | Bari                                                                  | Italia                                                                | 3 – 1                                                                 | Cecoslovacchia                                                        | Amichevole                                                            | -                                                                     |                                                                       |
| 27-2-1949                                                             | Genova                                                                | Italia                                                                | 4 – 1                                                                 | Portogallo                                                            | Amichevole                                                            | 1                                                                     |                                                                       |
| Totale                                                                |                                                                       | Presenze                                                              | 7                                                                     |                                                                       | Reti                                                                  | 1                                                                     |                                                                       |

## Palmarès
- Campionato italiano: 4

Torino: 1945-1946, 1946-1947, 1947-1948, 1948-1949